# Arabis graellsiiformis
Arabis graellsiiformis är en korsblommig växtart som beskrevs av Ian Charleson Hedge. Arabis graellsiiformis ingår i släktet travar, och familjen korsblommiga växter. Inga underarter finns listade i Catalogue of Life.